# NGC 5415
NGC 5415 é uma galáxia espiral (S) localizada na direcção da constelação de Ursa Minor. Possui uma declinação de +70° 45' 18" e uma ascensão recta de 13 horas, 56 minutos e 56,8 segundos.
A galáxia NGC 5415 foi descoberta em 8 de Abril de 1886 por Lewis A. Swift.